# Фашодський інцидент
Фашо́дський інциде́нт або Фашодська криза (англ. Fashoda Incident, фр. Crise de Fachoda) — дипломатичний конфлікт між Великою Британією і Французькою республікою у 1898 р. за вплив у Єгипті, кульмінація британо-французької боротьби за колоніальне панування в Африці; один із локальних конфліктів напередодні Першої світової війни.
Приводом конфлікту стало захоплення французьким загоном поселення Фашода на Верхньому Нілі. Французька сторона та британсько-єгипетські війська (чисельно переважали французів 10:1) зустрілися в дружніх відносинах. Проте в Європі це стало воєнним психозом. Британці трималися твердо, коли обидві імперії стояли на порозі війни з гарячою риторикою з обох сторін. Під сильним тиском французи відступили, забезпечивши англо-єгипетський контроль над територією. Французи відповіли відмовою на вимогу Лондона вивести війська і країни стали на межу війни. Французька республіка була не готова вести заморську війну, тому у листопаді вивела війська і за умовами британо-французького договору 1899 року отримала територіальну компенсацію в Центральній Африці.

## Тло

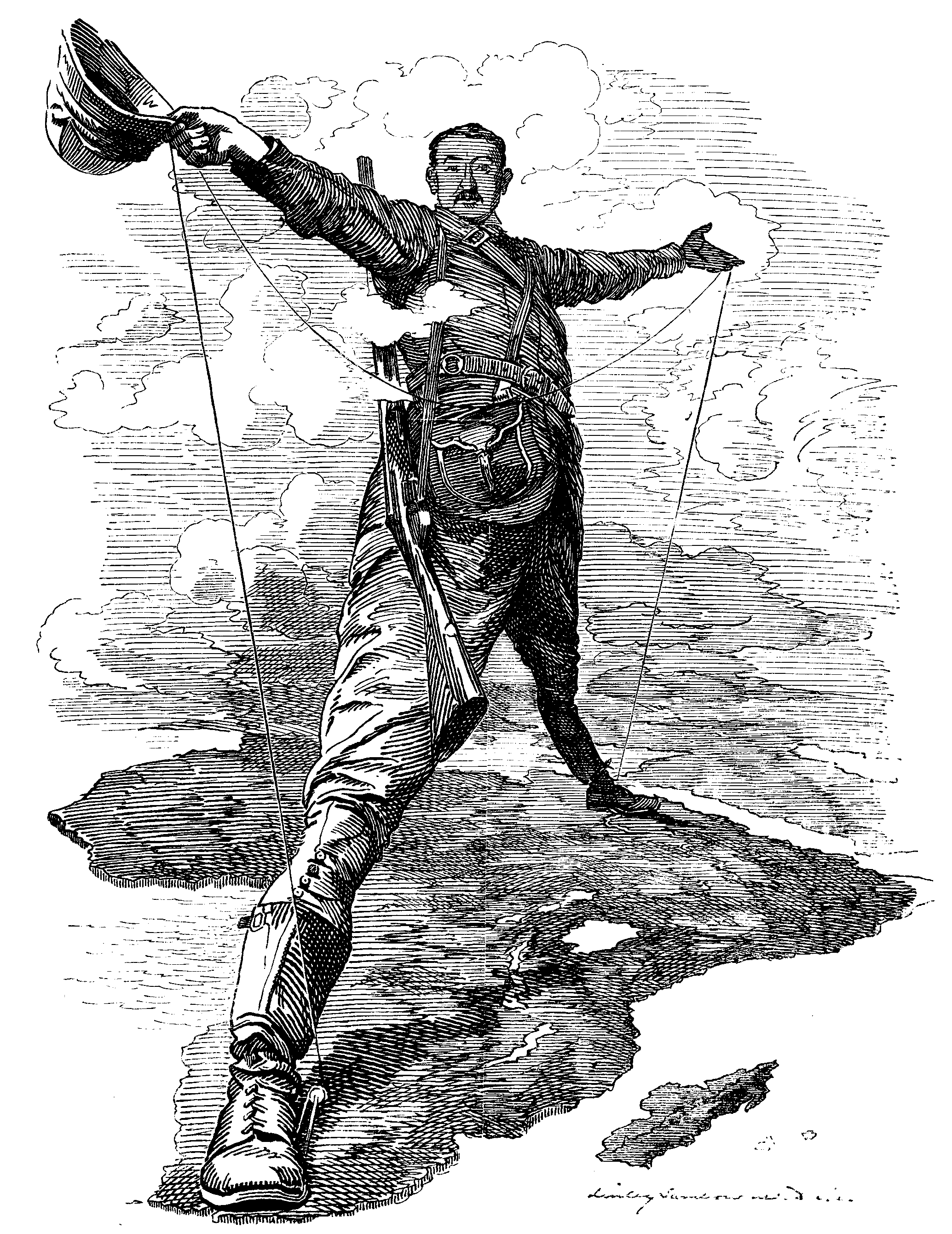
«» — карикатура, опублікований у Punch після того, як Роудс оголосив про плани будівництва телеграфної лінії з Кейптауна до Каїра в 1892.

Наприкінці XIX століття Африка швидко захоплювалася та колонізувалася європейськими колоніальними державами. Після Берлінської конференції 1885 щодо Західної Африки великі держави Європи взялися за будь-які землі в Африці, які ще не перебували під впливом іншої європейської країни. Сучасна історіографія зазвичай називає цей період африканської історії Боротьбою за Африку. Основними державами, залученими до цієї боротьби, були Британія, Франція, Німеччина, Бельгія, Італія, Португалія та Іспанія.
Французький прорив у внутрішній частині Африки здійснювався переважно з атлантичного узбережжя континенту (сучасний Сенегал) на схід, через Сахель уздовж південного кордону Сахари, території, що охоплює сучасні Сенегал, Малі, Нігер і Чад. Їхня кінцева мета полягала в тому, щоб мати безперервний зв’язок між річкою Нігер і Нілом, отже, контролювати всю торгівлю в регіоні Сахель і з нього завдяки існуючому контролю над караванними шляхами через Сахару. Франція також мала форпост біля гирла Червоного моря у Французькому Сомалі (нині Джибуті), який міг служити східним якорем для східно-західної смуги французької території по всьому континенту.
Британці, навпаки, хотіли пов'язати свої володіння в Південній Африці (Південна Африка, Бечуаналенд і Родезія), зі своїми територіями в Східній Африці (сучасна Кенія), а ці дві території - з басейном Нілу. Судан, який тоді включав сучасний Південний Судан і Уганду, був ключем до реалізації цих амбіцій, особливо тому, що Єгипет уже перебував під контролем Британії. Цю «червону лінію» (тобто запропоновану залізницю або дорогу, див. Залізниця від Кейптану до Каїру) через Африку прославив британський алмазний магнат і політик Сесіл Роудс, який хотів, щоб Африку «пофарбували в червоний колір» (що означає контроль Британії, оскільки території, які були частиною Британії, часто позначалися на картах червоним кольором).
Якщо провести лінію від Кейптауна до Каїра (мрія Родса) і іншу лінію від Дакара до Французького Сомалі (тепер Джибуті) біля Червоного моря в Горні (французькі амбіції), ці дві лінії перетнуться у східному Південному Судані біля міста Фашода (сучасний Кодок), пояснюючи його стратегічне значення. Французька вісь схід-захід і британська вісь північ-південь не могли співіснувати; нація, яка могла б зайняти та утримати перетин двох осей, була б єдиною, яка могла б продовжити свій план.

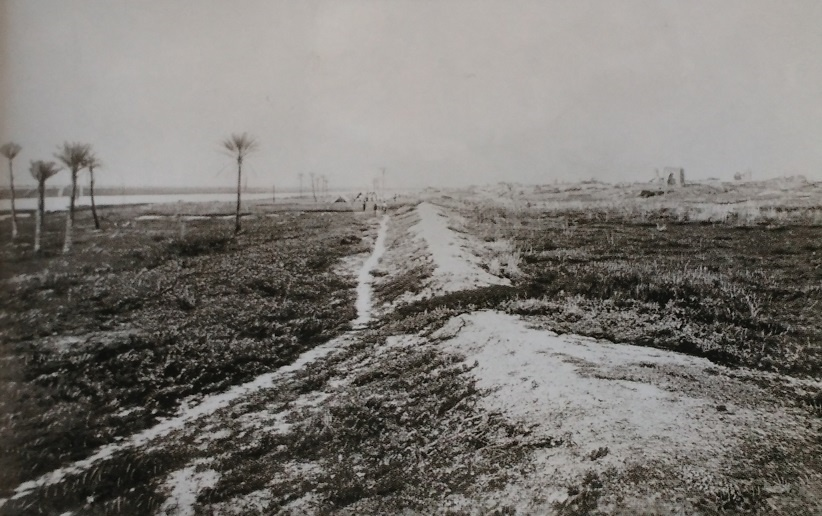
Руїни єгипетського форту у Фашоді, сфотографовані в 1898.

Фашода була заснована єгипетською армією в 1855 як база для боротьби зі східноафриканською работоргівлею. Він був розташований на узвишші вздовж  160 кілометрів (100 миля) болотистої берегової лінії в одному з небагатьох місць, де можна було розвантажити човен. Околиці, хоч і заболочені, були населені народом шиллук, і до середини 1870-х Фашода була жвавим ринковим і адміністративним містом. Першими європейцями, які прибули до регіону, були дослідники Георг Швайнфурт у 1869 та Вільгельм Юнкер у 1876. Юнкер описав місто як «значне торгове місце... останній форпост цивілізації, де мандрівники, що занурюються в пустелі екваторіальної Африки або повертаються з них можуть придбати кілька незамінних європейських товарів у місцевих грецьких торговців». Однак на момент прибуття Жана-Батіста Маршана покинутий форт був у руїнах.
Фашода також був пов'язана з Єгипетським питанням, тривалої суперечки між Сполученим Королівством і Францією щодо британської окупації Єгипту. З 1882 багато французьких політиків, особливо parti colonial, почали шкодувати про рішення Франції не приєднатися до Британії в окупації країни. Вони сподівалися змусити Британію покинути країну, і вважали, що колоніальний форпост на Верхньому Нілі міг би стати базою для французьких канонерських човнів. Очікувалося, що це, у свою чергу, змусить британців покинути Єгипет. Інша запропонована схема включала масивну дамбу, яка перекрила водопостачання Нілу та витіснила британців. Ці ідеї були дуже непрактичними, але вони викликали тривогу у багатьох британських чиновників.
Інші європейські країни також були зацікавлені в контролі над долиною верхнього Нілу. Італійці отримали фору зі свого еритрейського форпосту в Массаві на Червоному морі, але їхня поразка від ефіопів під Адуа в березні 1896 припинила їхню спробу. У вересні 1896 король Леопольд II, суверен Вільної держави Конго, відправив колону з 5000 конголезьких військ з артилерією до Білого Нілу зі Стенлівіля на Верхній річці Конго. Їм знадобилося п’ять місяців, щоб дістатися до озера Альберт на Білому Нілі, приблизно за 800 кілометрів (500 миля) від Фашоди, але на той час їхні солдати були настільки розлючені на поводження з ними, що підняли повстання 18 березня 1897. Багато бельгійських офіцерів були вбиті. а решта були змушені тікати

## Криза

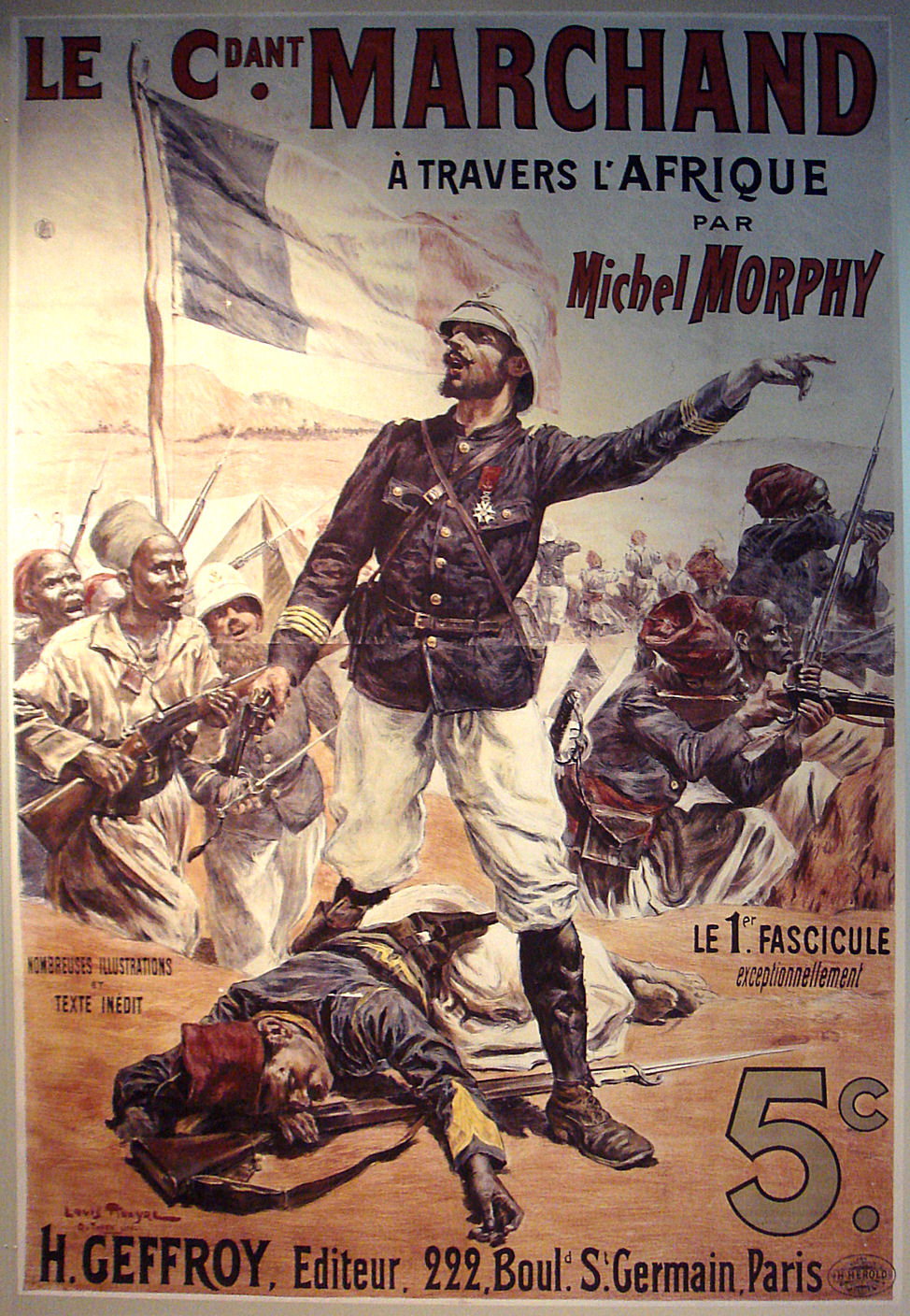
Тодішня ілюстрація походу Маршана через Африку.

### Експедиція Маршана
Франція зробила свій крок, відправивши капітана Жана-Батіста Маршана, ветерана завоювання Французького Судану, назад до Західної Африки. Він відправив загін, що складався в основному із західноафриканських колоніальних військ із Сенегалу на кораблях до Центральної Африки. 20 червня 189 він досяг Лібревіля в колонії Габон із силою лише 120 тирельєрів (tirailleurs) плюс 12 французьких офіцерів, унтер-офіцерів і допоміжного персоналу — капітана Марселя Жозефа Жермена, капітана Альберта Баратьє, капітана Шарля Манжена, капітана Віктора Еммануеля Ларго, лейтенанта Фелікса Фуке, вчителя на ім’я Дайе, лікара Жюль Амілі Мажо, прапорщика Де Прата, сержанта Жоржа Да, сержанта Бернара, сержанта Венея і військового перекладача Ландруена.
Сили Маршана вирушили з Браззавіля на позиченому бельгійському пароплаві з наказом убезпечити територію навколо Фашоди та зробити її протекторатом Франції. Вони піднялися на пару по річці Убангі до її початку навігації, а потім пройшли по суші (несучи 100 тонн припасів, включаючи розбірний сталевий пароплав із однотонним котлом) через джунглі та чагарники до пустель Судану. Вони подорожували через Судан до Нілу. Там їх мали зустріти дві експедиції, що прямували зі сходу через Ефіопію, одну з яких, з Джибуті, очолив Крістіан де Боншам, ветеран експедиції Стеарса до Катанги.
Після важкого 14-місячного походу через серце Африки експедиція Маршана прибула 10 липня 1898, але експедиція де Боншама не змогла встигнути, оскільки ефіопи наказали зупинитися, а потім постраждала від нещасних випадків в ущелині Баро. Невеликі сили Маршана опинилися самі, за сотні миль від будь-якої підтримки. Британці, тим часом, були зайняті англо-єгипетським завоюванням Судану, рухаючись вгору по річці з Єгипту. 18 вересня флотилія з п'яти британських канонерських човнів прибула до ізольованого форту Фашода. Вони перевозили 1500 британських, єгипетських і суданських солдатів на чолі з сером Гербертом Кітченером і включно з підполковником Горацієм Сміт-Дорріеном. Маршан отримав неправдиві повідомлення про те, що сила, що наближалася, складалася з дервішів; він опинився перед дипломатичною, а не військовою кризою.

### Протистояння у Фашоді

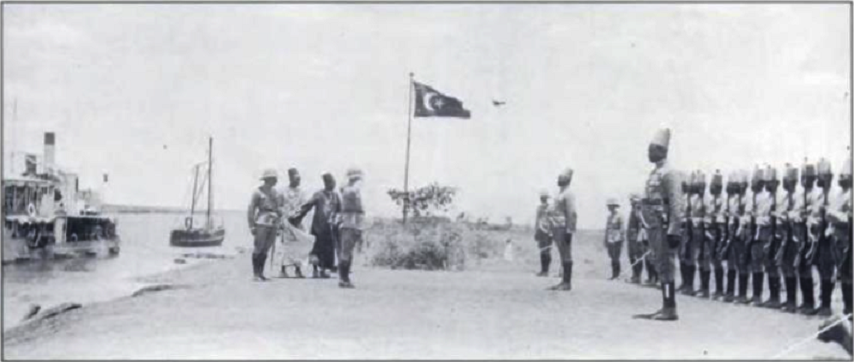
Прибуття англо-єгипетських військ у Фашоду.

Обидві сторони наполягали на своєму праві на Фашоду, але погодилися чекати подальших інструкцій з дому. Обидва командири поводилися стримано і навіть з певним гумором. Кітченер підняв келих віскі за Маршана, вживання якого французький офіцер описав як «одну з найбільших жертв, які я коли-небудь приніс заради своєї країни». Кітченер оглянув французький сад, прокоментувавши "Квіти на Фашоді. Ох ці французи!" Більш серйозно британці поширювали французькі газети, в яких докладно описували політичний хаос, спричинений справою Дрейфуса, попереджаючи, що Франція не в змозі надати серйозну підтримку Маршану та його компанії. Звістка про зустріч була передана в Париж і Лондон, де вона розпалила гордість обох націй. Після цього виникло широке народне обурення, кожна сторона звинуватила іншу в неприкритому експансіонізмі та агресії. Криза тривала протягом вересня та жовтня 1898. Королівський флот розробив військові накази та мобілізував свої резерви.

### Відхід французів

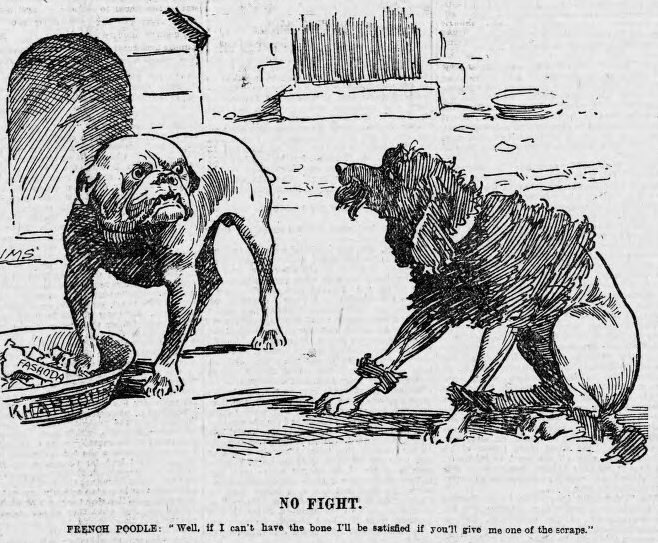
Франкофобська карикатура: французький пудель випрошує недоїдки у британського бульдога.

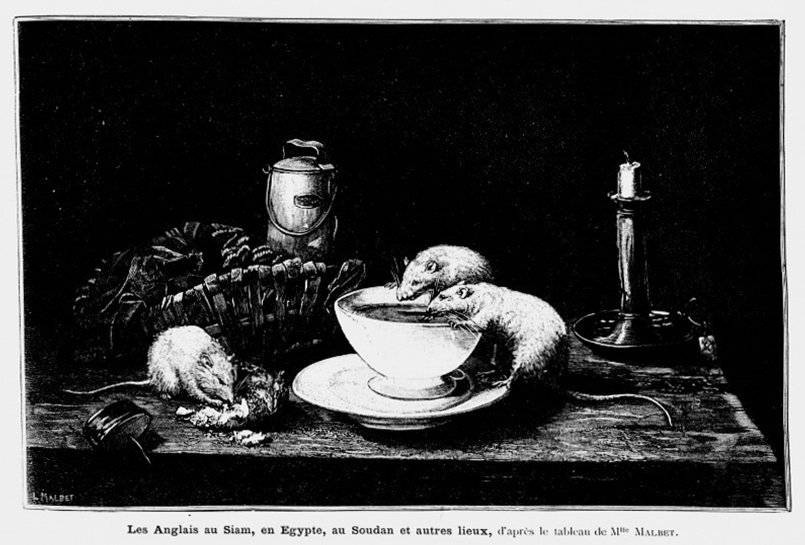
Англофобська ілюстрація з підписом «Британці в Сіамі, Єгипті, Судані та інших місцях».

Будучи командувачем англо-єгипетської армії, яка щойно перемогла війська Махді в битві при Омдурмані, Кітченер перебував у процесі відвоювання Судану від імені єгипетського хедива, і після битви він відкрив запечатані накази розслідувати французьку експедицію.
У військово-морському плані ситуація була значною мірою на користь Британії, факт, який французькі депутати визнали після кризи. Декілька істориків віддають належне Маршану за те, що він зберігав спокій. Військові факти, безсумнівно, були важливі для Теофіла Делькассе, щойно призначеного міністра закордонних справ Франції. "У них є солдати. У нас є тільки аргументи," - змирився він. Крім того, він не бачив жодних переваг у війні з британцями, особливо тому, що він дуже хотів отримати їхню дружбу в разі будь-якого майбутнього конфлікту з Німеччиною. Тому він наполягав на мирному розв’язанні кризи, хоча це сприяло хвилі націоналізму та англофобії. У редакційній статті, опублікованій у L'Intransigeant 13 жовтня, Віктор Анрі Рошфор написав: «Німеччина продовжує давати нам ляпаса. Давайте не підставляти свою щоку Англії». Як пише професор П. Х. Белл,
Між двома урядами відбулася коротка боротьба волі, коли британці наполягали на негайному та безумовному виході Франції з Фашоди. Французи були змушені прийняти ці умови, що було публічним приниженням.
Французький уряд тихо наказав своїм солдатам відійти 3 листопада, і криза закінчилася мирно. Маршан вирішив вивести свої невеликі сили через Абіссінію та Джибуті, а не перетнути територію Єгипту, здійснивши відносно швидку подорож на пароплаві вниз по Нілу.

## Наслідки
Фашода стала великою дипломатичною поразкою та національним приниженням для Франції. На думку французьких націоналістів, капітуляція була яскравим доказом того, що армія була сильно ослаблена зрадниками, які підтримували Дрейфуса. Це також викликало сильні антибританські настрої, і деякі висловлювалися, що Англія, можливо, готується напасти на Францію. Повторне відкриття справи Дрейфуса в січні наступного року значною мірою відвернуло французьку громадську думку від подій у Судані, і люди дедалі частіше ставили під сумнів доцільність війни за таку віддалену частину Африки. Тим не менш, це призвело до розплати французьким амбіціям екваторіальної імперії, що простягається від західного узбережжя до східного. Британія тим часом насолоджувалася успіхом, і, хоча й побоювалася французької помсти, її політика примусу дозволила вирішити кризу.
Французи також зрозуміли, що в довгостроковій перспективі їм потрібна дружба Британії на випадок війни між Францією та Німеччиною.
У березні 1899 було підписано англо-французьку конвенцію 1898, за якою було погоджено, що витоки річок Ніл і Конго повинні позначати межу між їхніми сферами впливу.
Інцидент у Фашоді був останнім серйозним колоніальним конфліктом між Британією та Францією, і його класичне дипломатичне вирішення більшість істориків вважають попередником Entente Cordiale 1904. Того ж року Фашода була офіційно перейменована на Кодок. Він розташований на території сучасного Південного Судану.

### Спадщина
Французький колоніальний офіцер Жорж де Вільбуа-Марей вважав англо-бурську війну шансом помститися за французьке приниження під Фашодою - однак він був убитий у битві при Босхофі.
Двох головних осіб, причетних до інциденту, вшановують у Пон Кітченер-Маршан (Pont Kitchener-Marchand), 116-метрів (381 фут) автомобільному мосту через Сону, який було завершено у 1959 у французькому місті Ліон.
Цей інцидент спричинив «Фашодський синдром» у зовнішній політиці Франції або спробу закріпити вплив Франції в областях, які могли стати чутливими до британського впливу. Як такий він використовувався для порівняння з іншими пізнішими кризами чи конфліктами, такими як криза в Леванті 1945, громадянська війна в Нігерії в Біафрі в 1970-х і громадянська війна в Руанді в 1994.